# Manaure Balcon Cesar
Manaure Balcon Cesar é um município da Colômbia, localizado no departamento de Cesar.